# Women’s International Boxing Federation
Women’s International Boxing Federation (WIBF) är en av de ledande förbunden inom boxning för damer. 
Förbundet har sitt säte i Miami i USA och i Karlsruhe i Tyskland. Det har dock ingen förbindelse till herrarnas boxningsförbund IBF. Den före detta engelska proffsboxaren Barbara Buttrick är president för förbundet. Vice-president är tysken Jürgen Lutz.
WIBF organiserar officiella tävlingar och delar ut WIBF världsmästartiteln i damernas professionella boxning. Några kända vinnare av världsmästartiteln är Susianna Kentikian, Regina Halmich, Natascha Ragosina, Ina Menzer och Karolina Lukasik.